# كولرويت
 كولرويت  هي شركة بلجيكية متخصصة في السوبرماركت وقد تأسست سنة 1965.

## أصل التسمية
كولرويت هي كنية مؤسسها فرانز كولرويت .